# Piper recensitum
Piper recensitum är en pepparväxtart som beskrevs av William Trelease. Piper recensitum ingår i släktet Piper och familjen pepparväxter. Inga underarter finns listade i Catalogue of Life.